# Someșu Cald, Cluj

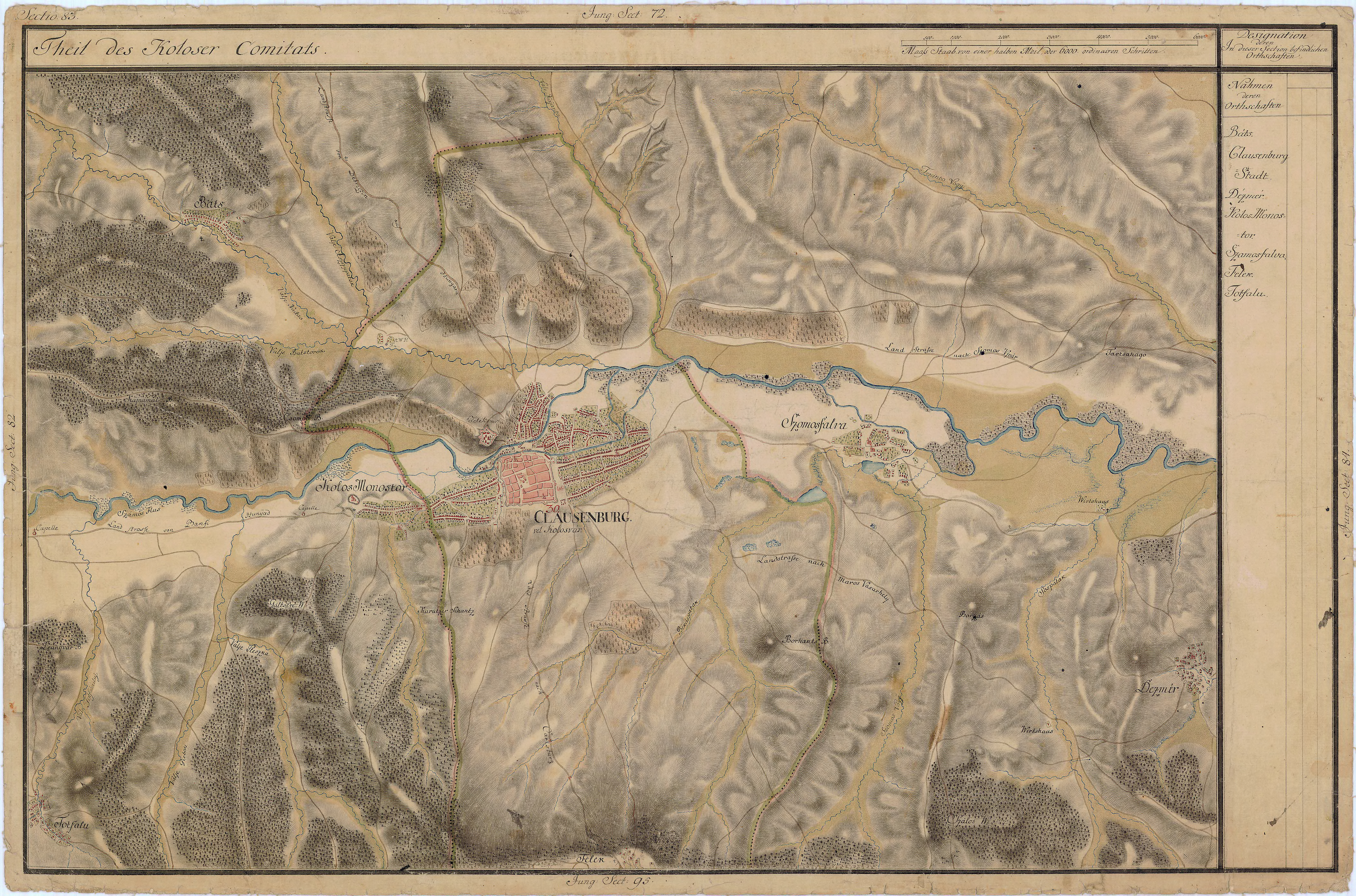
Someşu Cald pe Harta Iosefină a Transilvaniei, 1769-1773 (Sectio 082)

Someșu Cald (în maghiară Melegszamos sau Hévszamos) este un sat în comuna Gilău din județul Cluj, Transilvania, România.
Pe Harta Iosefină a Transilvaniei din 1769-1773 (Sectio 082), localitatea apare sub numele de „Hev Szamos”.

## Imagini

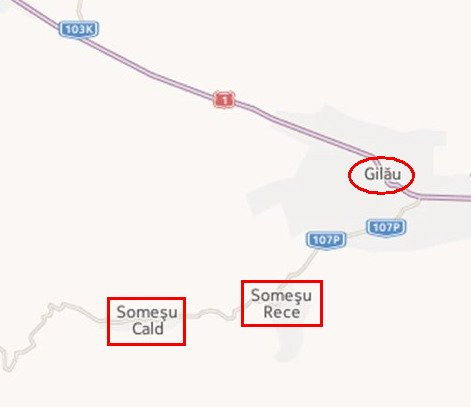
Comuna Gilău și satele componente
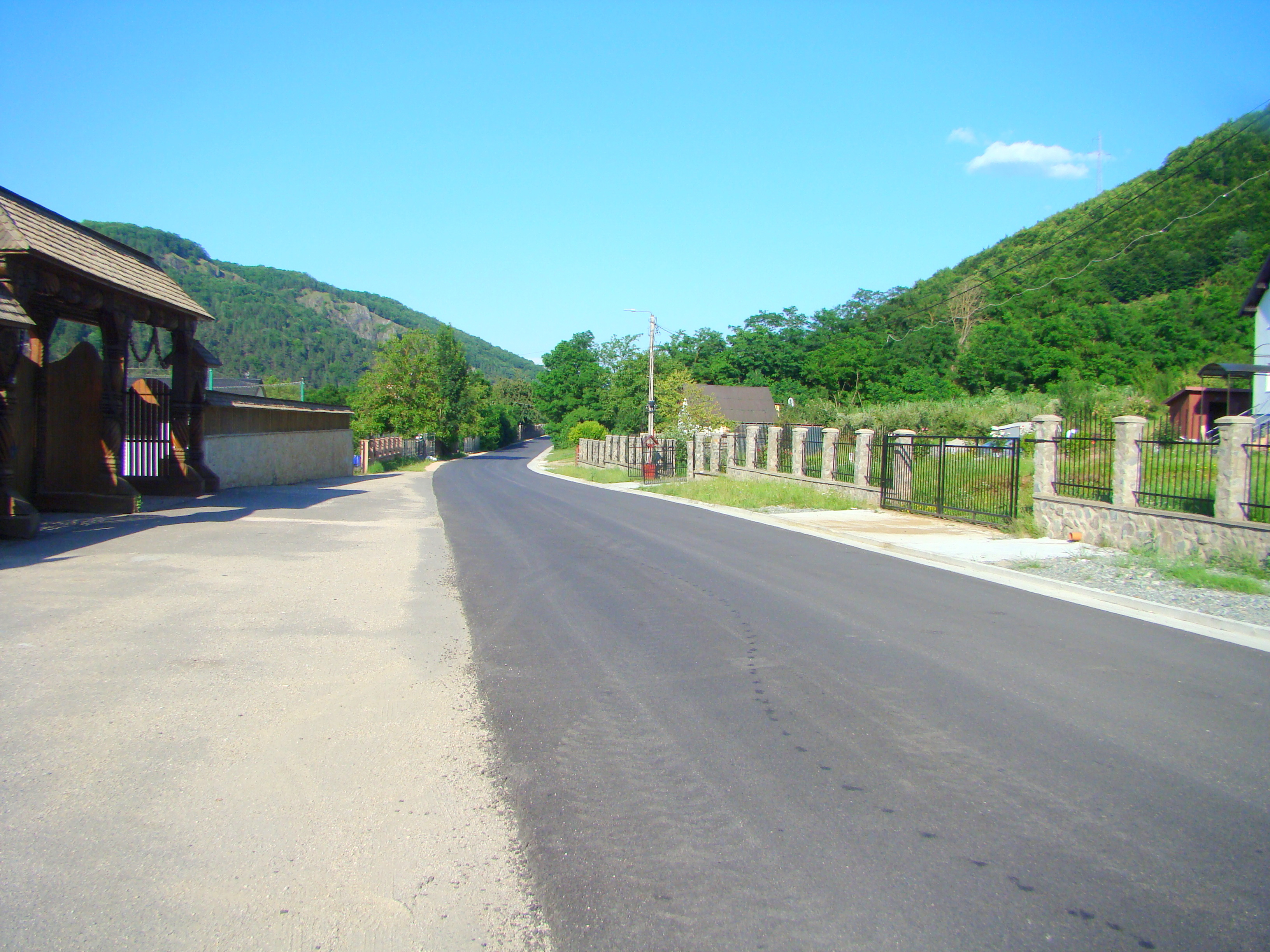
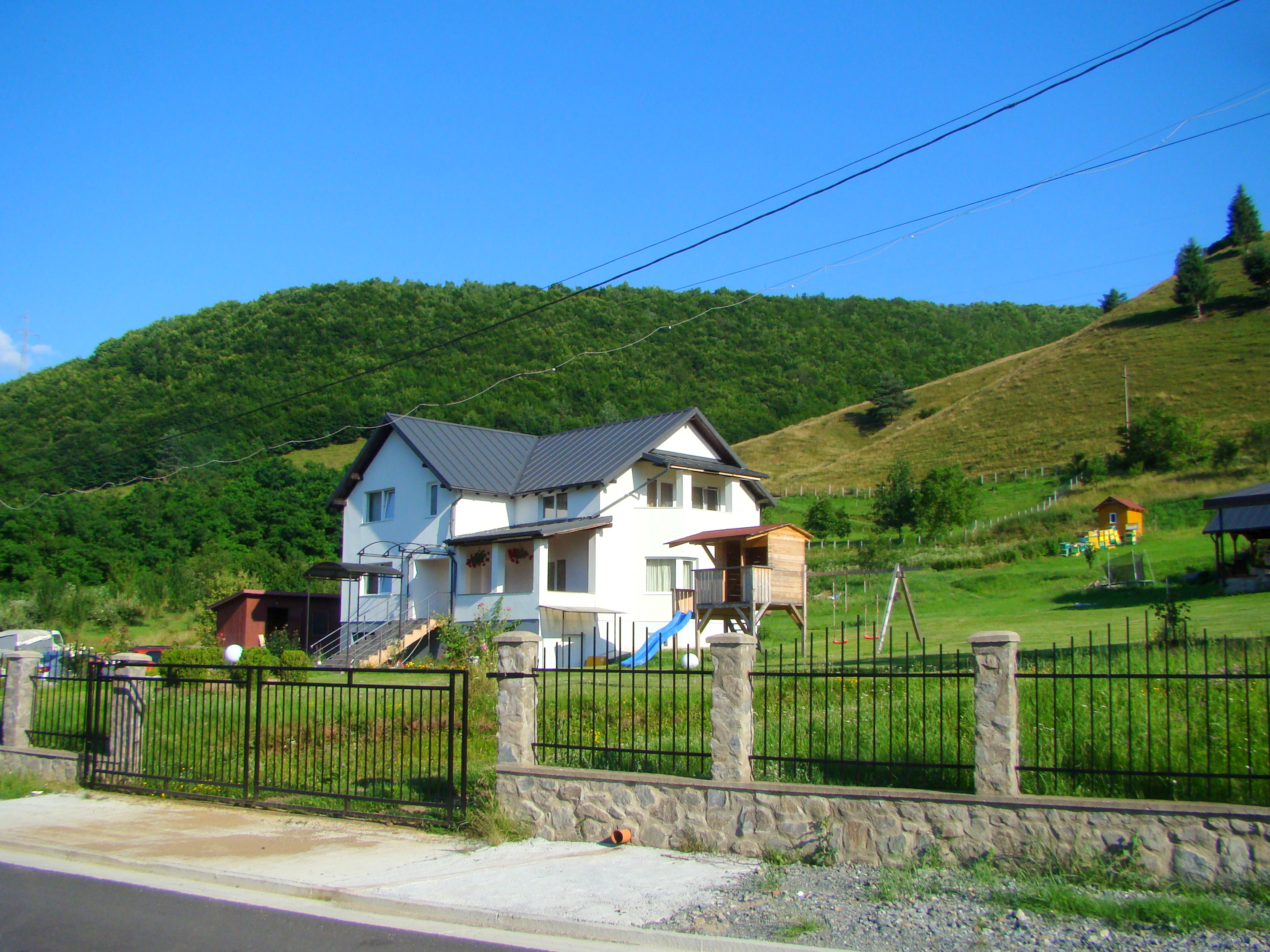
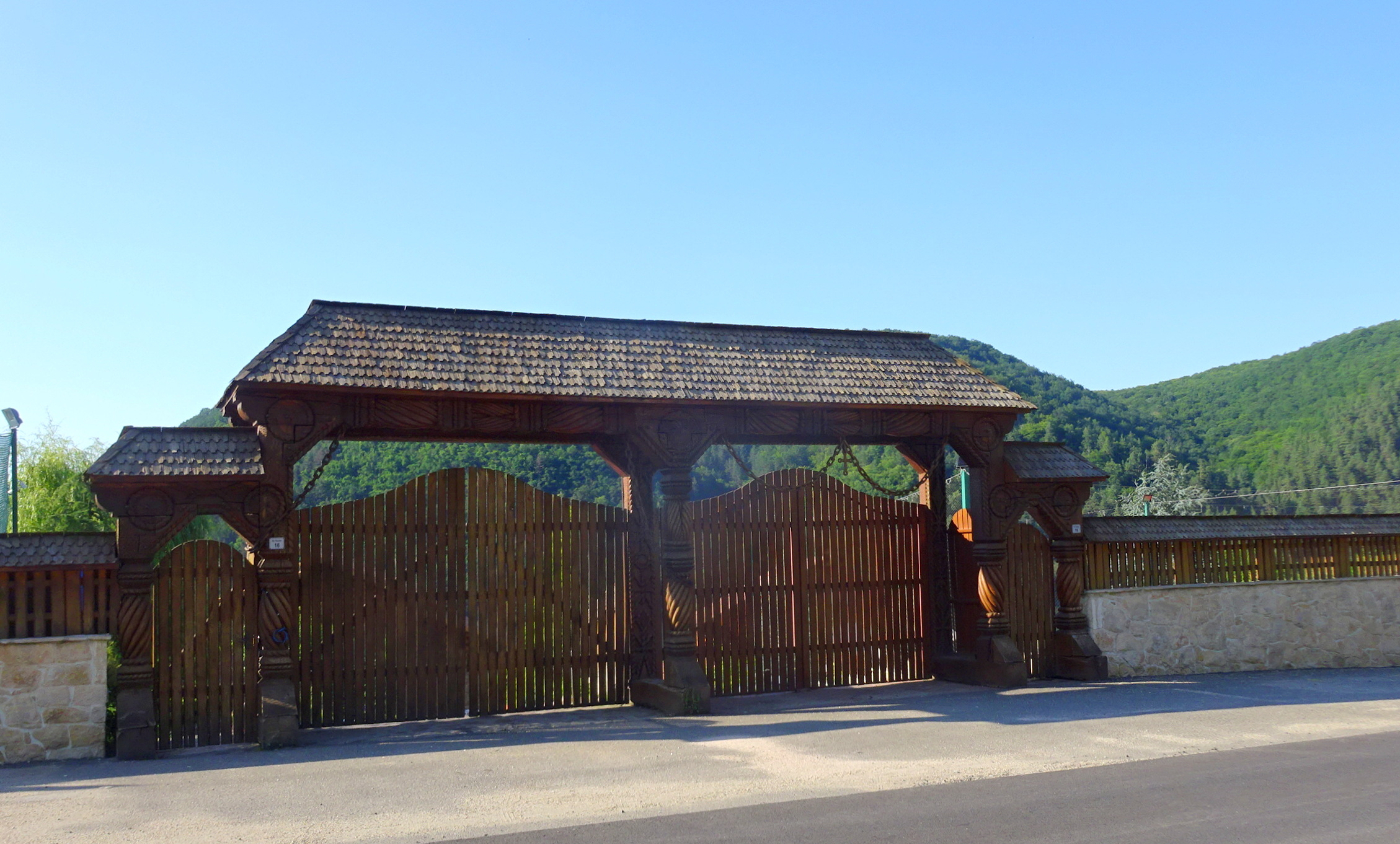
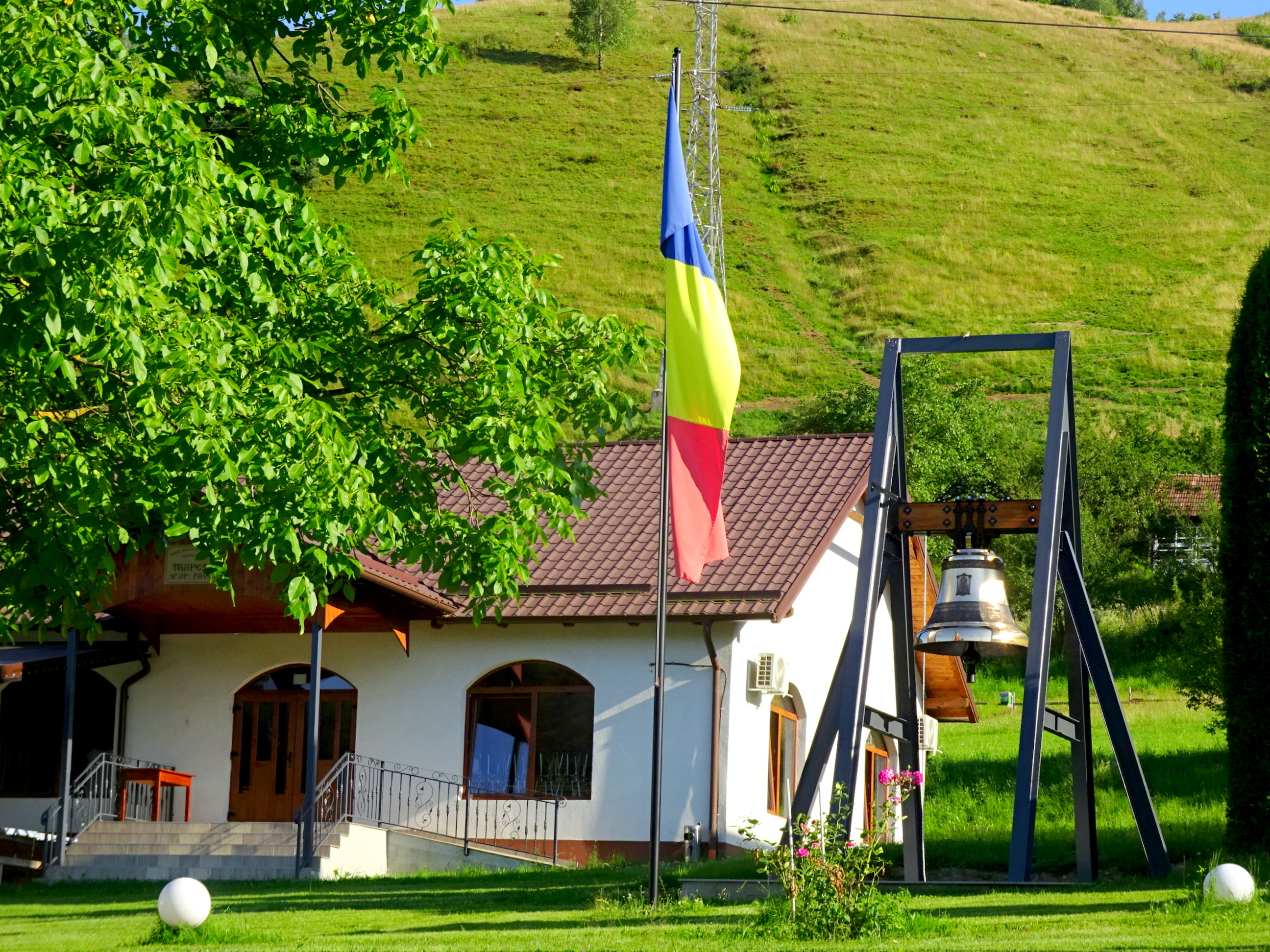
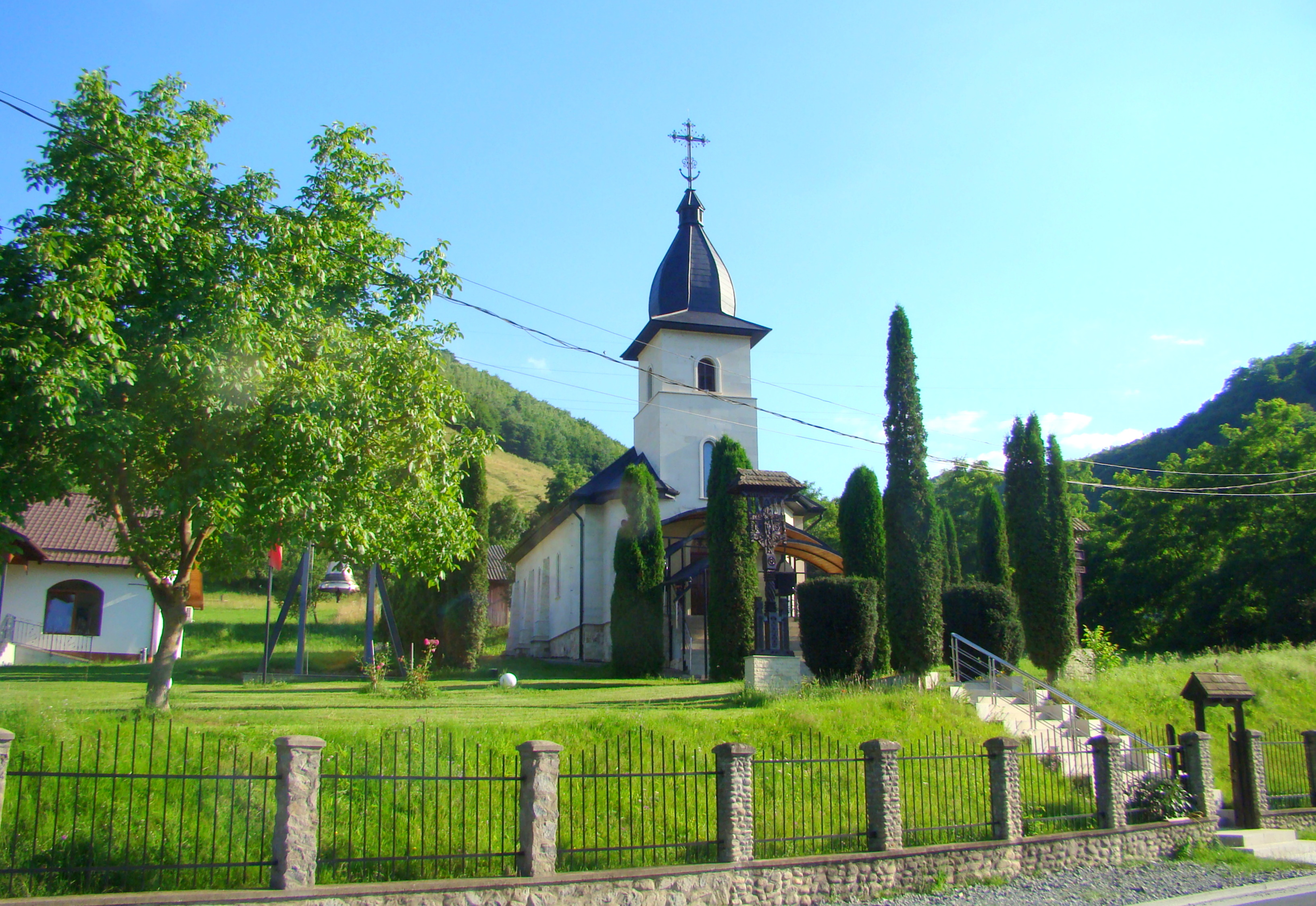
Biserica Sfinții Trei Ierarhi